# Zygmunt Maszczyk
Zygmunt Paweł Maszczyk (Siemianowice Śląskie, 1945. május 3. –), lengyel válogatott labdarúgó.
A lengyel válogatott tagjaként részt vett az 1974-es világbajnokságon, illetve az 1972. és az 1976. évi nyári olimpiai játékokon.

## Sikerei, díjai
Ruch Chorzów
- Lengyel bajnok (3): 1967–68, 1973–74, 1974–75

Lengyelország
- Világbajnoki bronzérmes (1): 1974
- Olimpiai bajnok (1): 1972
- Olimpiai ezüstérmes (1): 1976